# Zentrierung (Geodäsie und Markscheidewesen)
Als Zentrieren oder Zentrierung bezeichnet man in Geodäsie und Markscheidewesen das genaue Aufstellen eines Messinstruments über dem Bezugs- oder Vermessungspunkt.
Das Zentrieren ist vor allem bei Instrumenten erforderlich, mit denen Richtungs- oder Winkelmessungen erfolgen (wie beim Theodolit und Tachymeter), bei GNSS-Empfängern, Lotinstrumenten und fotogrammetrischen Kameras. Bei der freien Standpunktwahl entfällt das Zentrieren über einem Festpunkt.
Die Zentrierung kann mit einem Schnurlot, einem Lotstab oder einem optischen Lot erfolgen. Bei Verwendung eines optischen Lotes wird das Stativ mit dem Messinstrument zunächst näherungsweise über dem Zentrum des Bodenpunktes aufgestellt. Im zweiten Schritt wird das optische Lot mit den Fußschrauben auf das Zentrum eingestellt. Anschließend werden die Stativbeine so aus- und eingeschoben, dass das Messinstrument grob horizontiert ist. Die Feinhorizontierung erfolgt dann mit den Fußschrauben des Dreifußes. Da hierbei das optische Lot wieder aus dem Zentrum wandern kann, muss zuletzt das Messinstrument auf dem Stativteller verschoben werden, bis das optische Lot wieder ins Zentrum zeigt. Bei diesem Verschieben darf der Dreifuß mit dem Messinstrument nicht gegenüber dem Stativteller verdreht werden, weil sonst die Horizontierung verlorengeht.
Mit Hilfe von Zwangszentrierungen können Messinstrumente und Zieltafeln oder Reflektoren unter Beibehaltung der Zentrierung ausgetauscht werden.